# Marek Czurlej
Marek Czurlej (ur. jako Leonard Celary 14 marca 1927 w Łodzi, zm. 6 czerwca 2019 w Palmirach) – polski działacz partyjny i dyplomata, ambasador PRL w Laosie (1979–1983).

## Życiorys
Syn Leonarda i Stanisławy. Pochodził z rodziny robotniczej. Ukończył studia w zakresie pedagogiki oraz administracji. Pracę zawodową rozpoczął w 1945 w związku zawodowym robotników i pracowników łódzkiego przemysłu spożywczego. Następnie zatrudniony w Ministerstwie Handlu Zagranicznego i Najwyższej Izbie Kontroli. W 1962 rozpoczął pracę w Ministerstwie Spraw Zagranicznych. Od 1962 do 1966 był II sekretarzem ambasady w Bejrucie. Od 1971 do 1975 I sekretarzem ambasady w Brukseli. Od 1975 na stanowisku dyrektora departamentu w MSZ. Był członkiem PZPR. Od 1979 do 1983 był ambasadorem w Laosie.
Miał syna.